# Sidzińskie Pasionki

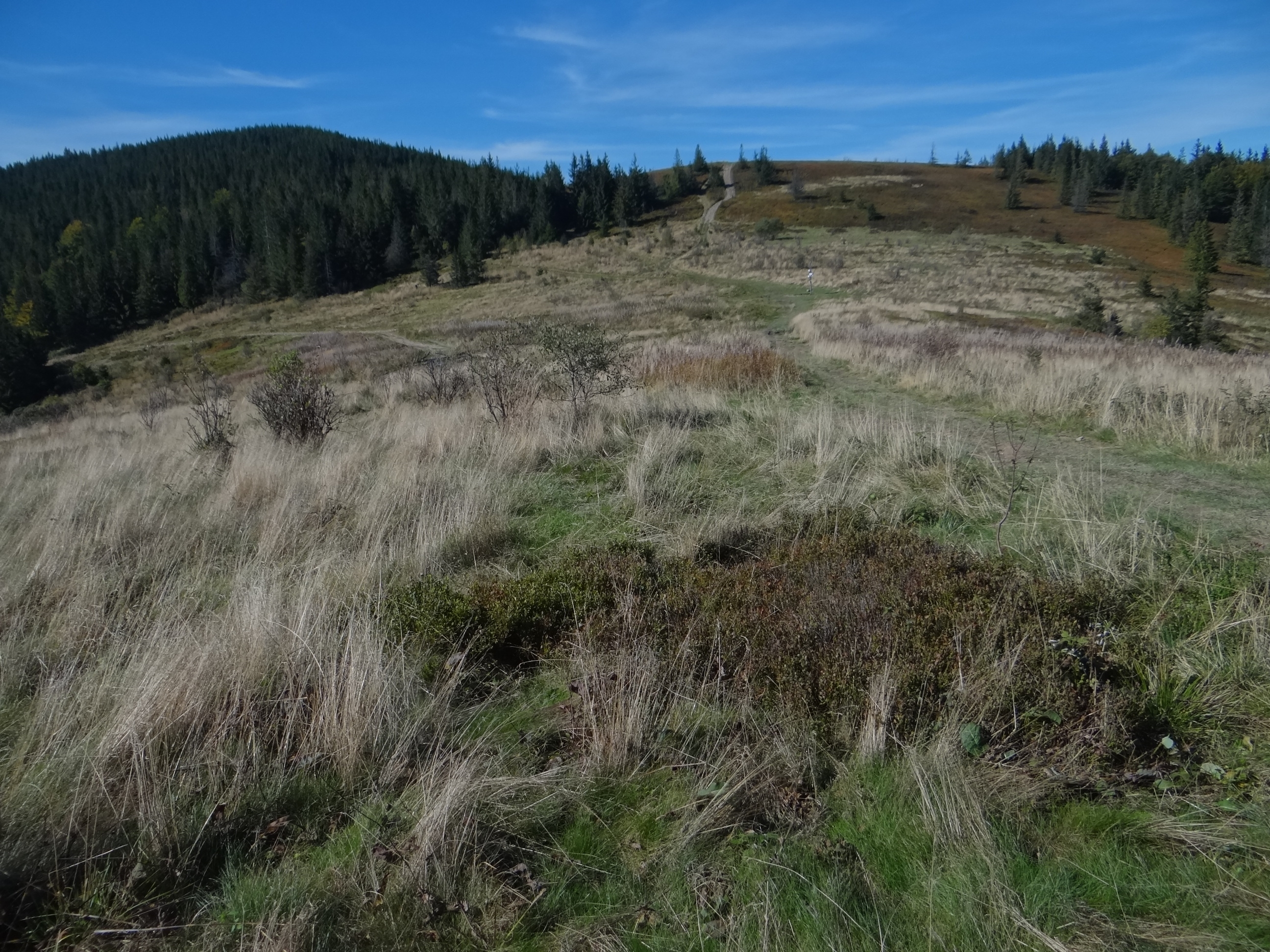
Sidzińskie Pasionki po lewej stronie ścieżki

Sidzińskie Pasionki – polana znajdująca się na południowo-wschodnich stokach Kucałowej Przełęczy w Paśmie Policy, które w regionalizacji fizycznogeograficznej Polski według Jerzego Kondrackiego należy do Beskidu Żywieckiego, w nowszej regionalizacji z 2018 roku do Beskidu Żywiecko-Orawskiego. Dawniej była to hala pasterska.
Nazwa pochodzi od miejscowości Sidzina w województwie małopolskim, w powiecie suskim, do której ta hala należy. Północno-zachodnie stoki Kucałowej Przełęczy oraz kopiaste wzniesienie Kociej Łapy należą do Hali Kucałowej. Na tabliczkach szlaków turystycznych i czasami w literaturze turystycznej, obydwie te hale nazywane są Halą Krupową. Jest to nazwa błędna, powstała w wyniku pomyłki. Właściwa Hala Krupowa znajduje się na pobliskich, południowych stokach Okrąglicy. W dolnej części Pasionek Sidzińskich znajduje się schronisko PTTK im. Kazimierza Sosnowskiego na Hali Krupowej, którego nazwa również jest błędna, nie znajduje się bowiem na Hali Krupowej.
Obydwie hale (Kucałowa i Sidzińskie Pasionki) były wypasane aż do lat 80. XX wieku i stały na nich szałasy pasterskie. Wypasu zaprzestano z powodu nieopłacalności ekonomicznej. Na przełomie lat 70. i 80. XX wieku istniała tutaj również potajemnie, wbrew ówczesnym władzom, wybudowana przez miejscowych górali kaplica – bacówka, która później spłonęła. Po zaprzestaniu wypasu na halach następuje naturalna sukcesja wtórna, obecnie hale w dużym już stopniu porośnięte są borówczyskami.
Górna część Sidzińskich Pasionek (grzbiet Kucałowej Przełęczy) jest dobrym punktem widokowym. Przez halę prowadzi kilka znakowanych szlaków turystycznych, a ich duże skrzyżowanie znajduje się na Kucałowej Przełęczy i przy schronisku.